# استوارت پاتون
استوارت پاتون (انگلیسی: Stuart Paton؛ ۲۳ ژوئیهٔ ۱۸۸۳ – ۱۶ دسامبر ۱۹۴۴) یک فیلم‌نامه‌نویس، کارگردان و هنرپیشه اهل بریتانیا بوده است.
وی کارگردان فیلم‌هایی همچون ۲۰٬۰۰۰ فرسنگ زیر دریا (۱۹۱۶) بوده است.